# Michotamia scitula
Michotamia scitula là một loài ruồi trong họ Asilidae. Michotamia scitula được Walker miêu tả năm 1859. Loài này phân bố ở miền Australasia và miền Ấn Độ - Mã Lai.